# یورک‌شر (ویرجینیا)
یورک‌شر (به انگلیسی: Yorkshire) یک منطقهٔ مسکونی در ایالات متحده آمریکا است که در شهرستان پرنس ویلیام، ویرجینیا واقع شده‌است. یورک‌شر ۶٫۱ کیلومتر مربع مساحت و ۶٬۷۳۲ نفر جمعیت دارد و ۶۵ متر بالاتر از سطح دریا واقع شده‌است.